# Zhou Yimiao
Zhou Yimiao (chinesisch 周奕妙, Pinyin Zhōu Yìmiào, * 7. Februar 1991 in Hubei) ist eine ehemalige chinesische Tennisspielerin.

## Karriere
Zhou begann im Alter von neun Jahren mit dem Tennissport. Auf dem ITF Women’s Circuit gewann sie sechs Einzel- und acht Doppeltitel. Ihre erste Partie für die chinesische Fed-Cup-Mannschaft bestritt sie am 26. April 2010 gegen Schweden. Sie gewann ihr Doppel mit Han Xinyun gegen Ellen Allgurin und Johanna Larsson  mit 6:3 und 6:2.
2013 scheiterte sie im Einzel zweimal nur knapp an der Hauptrunde eines Grand-Slam-Turniers. Sowohl bei den Australian Open als auch bei den French Open scheiterte sie jeweils in der Qualifikation.
Ihren größten Erfolg im Doppel erzielte sie 2013 mit dem Erreichen der zweiten Runde der Australian Open an der Seite von Han Xinyun.
Ihre besten Platzierungen in den Weltranglisten erreichte Zhou Yimiao mit Platz 127 im Einzel und Platz 134 im Doppel jeweils im Jahr 2013. Seit den US Open im selben Jahr ist sie auf der Profitour nicht mehr angetreten, seit September 2014 wird sie in den Ranglisten nicht mehr geführt.

## Turniersiege

### Einzel
| Nr. | Datum            | Turnier    | Kategorie   | Belag     | Finalgegnerin  | Ergebnis      |
| --- | ---------------- | ---------- | ----------- | --------- | -------------- | ------------- |
| 1.  | 14. Oktober 2007 | Peking     | ITF $25.000 | Hartplatz | Kumiko Iijima  | 6:1, 6:2      |
| 2.  | 16. März 2008    | Kalgoorlie | ITF $25.000 | Hartplatz | Ellen Barry    | 7:5, 6:2      |
| 3.  | 22. Februar 2009 | Guangzhou  | ITF $10.000 | Hartplatz | Liang Chen     | 6:3, 4:6, 6:0 |
| 4.  | 8. März 2009     | Sydney     | ITF $25.000 | Hartplatz | Yurika Sema    | 6:3, 6:4      |
| 5.  | 17. Januar 2010  | Pingguo    | ITF $25.000 | Hartplatz | Anna Gerasimou | 6:3, 6:0      |
| 6.  | 12. Mai 2013     | Seoul      | ITF $15.000 | Hartplatz | Han Na-lae     | 6:2, 6:1      |

### Doppel
| Nr. | Datum              | Turnier     | Kategorie   | Belag     | Partnerin    | Finalgegnerinnen                     | Ergebnis         |
| --- | ------------------ | ----------- | ----------- | --------- | ------------ | ------------------------------------ | ---------------- |
| 1.  | 16. März 2008      | Kalgoorlie  | ITF $25.000 | Hartplatz | Li Ting      | Natsumi Hamamura Remi Tezuka         | 6:1, 4:6, [10:8] |
| 2.  | 14. September 2008 | Rockhampton | ITF $25.000 | Hartplatz | Remi Tezuka  | Jarmila Gajdošová Michaela Johansson | 7:62, 6:4        |
| 3.  | 28. Juni 2009      | Qianshan    | ITF $10.000 | Hartplatz | Sun Shengnan | Han Xinyun Qian Ying                 | 6:3, 6:0         |
| 4.  | 10. Januar 2010    | Quanzhou    | ITF $50.000 | Hartplatz | Liu Wanting  | Julija Bejhelsymer Yan Zi            | 6:1, 6:2         |
| 5.  | 7. März 2010       | Hammond     | ITF $25.000 | Hartplatz | Xu Yifan     | Christina Fusano Courtney Nagle      | 6:2, 6:2         |
| 6.  | 14. März 2010      | Clearwater  | ITF $25.000 | Hartplatz | Xu Yifan     | Alina Schidkowa Laura Siegemund      | 6:4, 6:4         |
| 7.  | 2. Juni 2013       | Grado       | ITF $25.000 | Sand      | Yurika Sema  | Viktorija Golubic Diāna Marcinkēviča | 1:6, 7:5, [10:7] |
| 8.  | 14. Juli 2013      | Peking      | ITF $75.000 | Hartplatz | Liu Chang    | Misaki Doi Miki Miyamura             | 7:61, 6:4        |

## Abschneiden bei Grand-Slam-Turnieren

### Doppel
| Turnier         | 2013 | Karriere |
| --------------- | ---- | -------- |
| Australian Open | 2    | 2        |
| French Open     | —    | —        |
| Wimbledon       | —    | —        |
| US Open         | —    | —        |